# 지쿠호정 (후쿠오카현 가호군)
지쿠호정(筑穂町)은 후쿠오카현의 거의 중심부, 지쿠호 지역 남부에 위치했던 정이다.
2006년 3월 26일 이즈카시, 가이타정·쇼나이정·호나미정과 대등합병해, 새로운 이즈카시가 되었기 때문에 소멸하였다.

## 역사
에도 시대는 현재의 정역을 나가사키 가도가 관통하고 있어, 현재의 내야 지구에 해당하는 지구는 치쿠젠로쿠슈쿠 중 하나인 우치노슈쿠라고 하는 역참 마을로서 번창했다.
근대에 들어서면서 닛테쓰 가호탄갱을 비롯한 석탄 산업에서 번성하였으나 에너지 혁명으로 쇠퇴하였다.
- 1953년 3월 31일 - 가미호나미촌, 우치노촌, 다이후촌의 일부가 대등합병해, 지쿠호정이 성립하였다.
- 2006년 3월 26일 - 이즈카시, 가이타정·쇼나이정·호나미정과 대등합병해, 이즈카시가 신설되어 소멸하였다.

## 교통

### 철도
- 규슈 여객철도
  - 지쿠호 본선
  - 사사구리 선

### 도로
- 국도 200호선